# ドノー
座標: 北緯57度49分 東経29度58分 / 北緯57.817度 東経29.967度

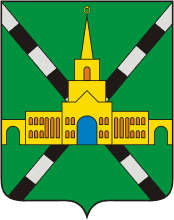
ドノー市の紋章

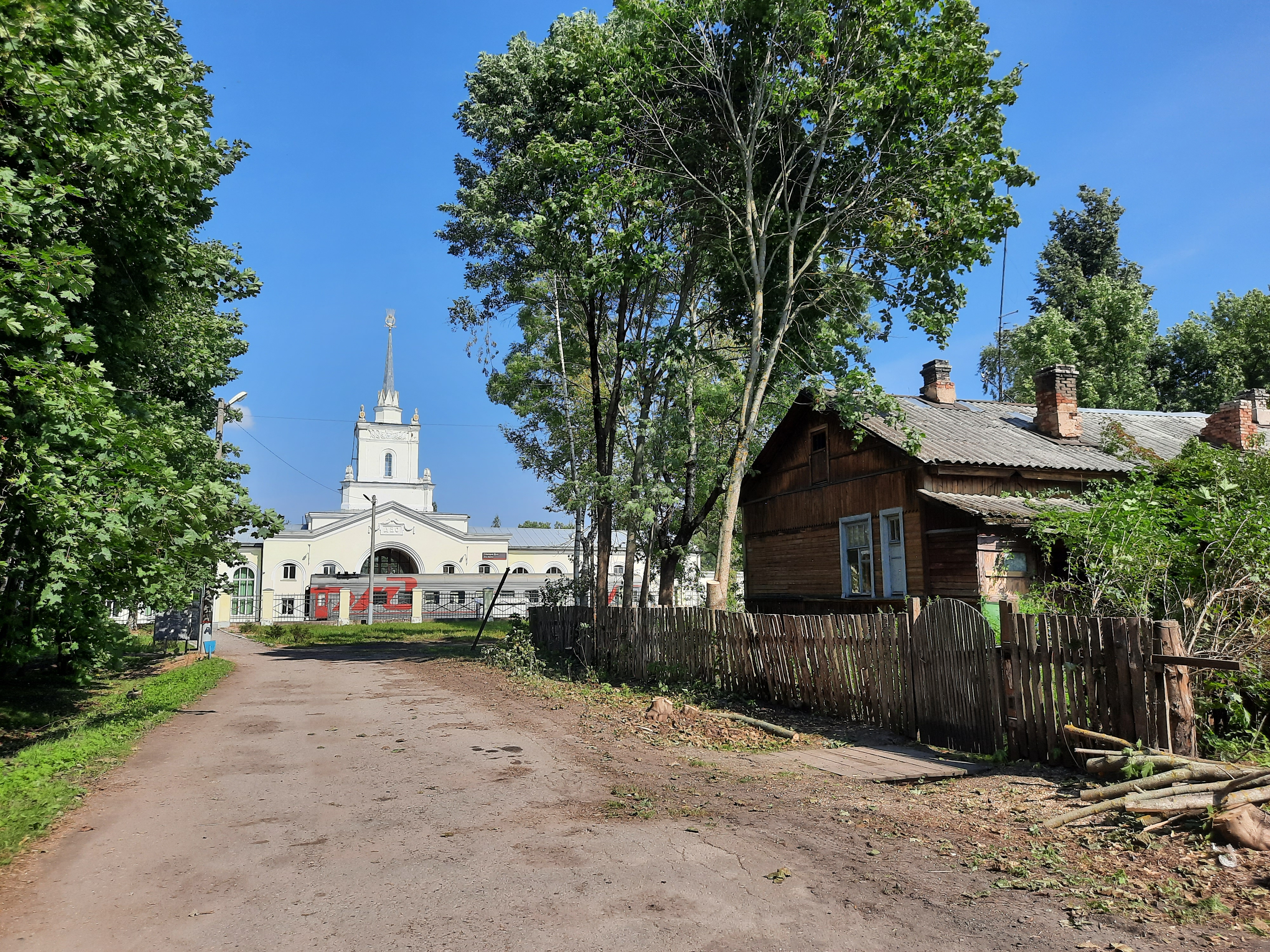

ドノー（ドノ、ドゥノー、ロシア語: Дно, Dno）は、ロシアのプスコフ州東部にある町。人口は7,850人（2021年）。州都プスコフから東へ113kmの位置にある。
プスコフとボロゴエを結ぶ鉄道（ヴェンツピルス-リガ-プスコフ-ルイビンスク-ヤロスラヴリと結ぶ鉄道の一部）およびサンクトペテルブルク-ソリツイ-ネヴェリを結ぶ鉄道（その先はヴィチェプスクを経てキエフへつながる）がこの地で交わる鉄道の町で、市の紋章もこれを表している。

## 歴史
15世紀はじめごろの記録にはドノー（Дно Большое , Донце Меньшое）と名乗る村々が既に登場する。
1897年、ルイビンスクからプスコフ、リガを経てヴェンツピルス港へと結ぶ鉄道が開通した。同時に駅の周りに集落が誕生し、1904年にはサンクトペテルブルクからの鉄道も開通して集落は大きくなり、1925年に市となった。
ドノーの駅は、ロシア最後の皇帝ニコライ2世が、二月革命の最中の1917年3月15日（露暦3月2日）に退位の証書を書いた場所でもある。
第二次世界大戦では1941年7月18日から1944年2月24日までドイツ国防軍の占領下にあり、赤軍のレニングラード戦線および第2バルト戦線により奪回された。

## 経済
建材工場や繊維工場などが立地するが、現在も市の経済活動は鉄道工場など鉄道関係に大きく依存している。ドノーを行政中心地とする周囲のドノフスキー地区は食肉や乳製品生産などのほか、ピートの採掘で知られる。